# Reflections (álbum de Apocalyptica)
Reflections es el cuarto álbum de estudio de la banda finlandesa Apocalyptica, publicado el 10 de febrero de 2003. 
Contiene únicamente temas originales. 
Existen tres versiones, la edición normal, la edición en formato vinilo con dos canciones extra y la edición revisada con cinco temas extras y un DVD.
Del álbum se extrajeron dos sencillos, el primero «Faraway Vol. 2» y el segundo una versión del tema «Seemann», original del grupo alemán Rammstein.

## Canciones

### Edición normal
1. "Prologue (Apprehension)" (con Dave Lombardo) - 3:12
2. "No Education" (con Dave Lombardo) - 3:18
3. "Faraway" - 5:13
4. "Somewhere Around Nothing" (con Dave Lombardo) - 4:09
5. "Drive" - 3:22
6. "Cohkka" - 4:28
7. "Conclusion" - 4:07
8. "Resurrection" (con Dave Lombardo) - 3:35
9. "Heat" - 3:22
10. "Cortège" (con Dave Lombardo) - 4:29
11. "Pandemonium" - 2:06
12. "Toreador II" - 3:57
13. "Epilogue (Relief)" - 3:29

### Edición vinilo
1. "Prologue (Apprehension)" (con Dave Lombardo) - 3:12
2. "No Education" (con Dave Lombardo) - 3:18
3. "Faraway" - 5:13
4. "Somewhere Around Nothing" (con Dave Lombardo) - 4:09
5. "Drive" - 3:22
6. "Cohkka" - 4:28
7. "Conclusion" - 4:07
8. "Resurrection" (con Dave Lombardo) - 3:35
9. "Heat" - 3:22
10. "Cortège" (con Dave Lombardo) - 4:29
11. "Pandemonium" - 2:06
12. "Leave me Alone" - 4:10
13. "Delusion" - 4:11
14. "Toreador II" - 3:57
15. "Epilogue (Relief)" - 3:29

### Edición revisada
CD
1. "Prologue (Apprehension)" (con Dave Lombardo) - 3:12
2. "No Education" (con Dave Lombardo) - 3:18
3. "Faraway" - 5:13
4. "Somewhere Around Nothing" (con Dave Lombardo) - 4:09
5. "Drive" - 3:22
6. "Cohkka" - 4:28
7. "Conclusion" - 4:07
8. "Resurrection" (con Dave Lombardo) - 3:35
9. "Heat" - 3:22
10. "Cortège" (con Dave Lombardo) - 4:29
11. "Pandemonium" - 2:06
12. "Toreador II" - 3:57
13. "Epilogue (Relief)" - 3:29
14. "Seemann" (con Nina Hagen) - 4:43
15. "Faraway Vol. 2" (con Linda Sundblad, extendida) - 5:13
16. "Delusion" - 4:11
17. "Perdition" - 4:10
18. "Leave me Alone" - 4:10

DVD
1. "Faraway" (en vivo en el Rock am Ring Berlin 2003).
2. "Enter Sandman" (en vivo en el Rock am Ring Berlin 2003).
3. "Inquisition Symphony" (en vivo en el Rock am Ring Berlin 2003).
4. "Nothing Else Matters" (en vivo en el Lahti Concert Hall 2003).
5. "Somewhere Around Nothing" (en vivo en el Lahti Concert Hall 2003).
6. "Somewhere Around Nothing" (vídeo).
7. "Faraway Vol. 2" (con Linda Sundblad, vídeo).
8. "Seemann" (con Nina Hagen, vídeo).
9. Making of de "Faraway Vol. 2".
10. Making of de Reflections.
11. Making of de  "Seemann".

## Personal
- Eicca Toppinen - Chelo.
- Paavo Lötjönen - Chelo.
- Perttu Kivilaakso - Chelo.

### Personal adicional
- Dave Lombardo - Batería y percusiones en "Prologue (Apprehension)", "No Education", "Somewhere Around Nothing", "Resurrection" y "Cortège".
- Sami Kuoppamäki - Batería y percusiones en "Faraway", "Drive", "Cohkka", "Heat", "Pandemonium", "Toreador II", "Faraway Vol. 2", "Delusion" y "Perdition".
- Teijo Jämsä - Batería y percusiones en "Seemann".
- Juhani Lagerspetz - Piano en "Faraway" y "Faraway Vol. 2".
- Jaakko Kuusisto - Violín en "Cortège" y "Epilogue (Relief)".
- Pasi Pirinen - Trompeta en "Toreador II".
- Ville Väätäinen - Contrabajo en "Cohkka", "Conclusion", "Resurrection", "Cortège", "Epilogue (Relief)" y "Leave me Alone".
- Antero Manninen - Chelo en "Cortège".
- Gregoire Korniluk - Chelo en "Cortège".
- Jyrki Lasonpalo - Violín en "Cortège".
- Lotta Nykäsenoja - Violín en "Cortège".
- Kerim Gribajcevic - Violín en "Cortège".
- Nina Hagen - Voz en "Seemann".
- Linda Sundblad - Voz en "Faraway Vol. 2".